# Antoni Beline
Antoni Beline (Venzone, 1942 - Basiliano, 2007) és un sacerdot i escriptor friülà. Ha estat director del diari La patrie dal Friûl de 1979 a 1988 i de 1999 a 2007. Ordenat sacerdot el 1965, fou destinat a Codroipo, després a Arta Terme i finalment a Basiliano, on va viure fins a la seva mort. Fou un dels fundadors de Glesie Furlane el 1975, així com un dels principals animadors de la cultura friülana contemporània. Amb Checo Placerean s'encarregà de l'edició de la Bíblia en friülès. Va traduir Pinotxo i les Faules de Fedre al friülès

## Obres
- Par amôr o par fuarce?. Davâr, Cjargnei cence dius, 1975.
- Fasiti predi e rangjti. Comunità di Colugna, 1975.
- Siôr Santul. Reane, Cjargnei cence dius, 1976.
- Il libri di Jop. Davâr, Cjargnei cence dius, 1977.
- ...dal vanseli seont la int. Davâr, Cjargnei cence dius, 1978.
- Messâl furlan (presentazion). Davâr, Cjargnei cence dius, 1978.
- Salmos de biade int. Udin, Cjargnei cence dius, 1979.
- Misteris gloriôs. Udin, Cjargnei cence dius, 1980.
- Tiere di cunfin. Udin, Ribis, 1978.
- Sul at di voltâ pagjne. Udin, La Nuova Base, 1983.
- Siôr Santul. 2e ed., Udin, La Nuova Base, 1983.
- Vanseli par un popul, B. Udin, La Nuova Base, 1984.
- Pre Pitin, premi S. Simon 1981. Rivignano, Centro Iniziative Codroipesi, 1986.
- Vanseli par un popul, C. Udin, Arti Grafiche Friulane, 1988.
- Vanseli par un popul, A. Udin, Arti Grafiche Friulane, 1989.
- A vinc' agns de muart di Perissutti bons. Josef, pari spirtuâl dal seminari di Udin, s.l., 1989.
- Fantasticant.... Udin, Ribis, 1990.
- Furtunât il popul che il Signôr al è il so Diu. Udin, La Patrie dal Friûl, 1991.
- La fin dal templi ese ancje la fin di Gjerusalem? E la fin di Gjerusalem ese ancje la fin dal mont?. Vençon, Glesie Locâl, 1993.
- La fadie dal crodi. Vençon, Glesie Locâl, 1994.
- Cirint lis olmis di Diu. Udin, Ribis, 1994.
- Letare a un plevan scuintiât. Vençon, Glesie Locâl, 1995
- Impressions di un levit furlan pelegrin in Tiere Sante. Vençon, Glesie Furlane, 1995.
- Trilogje tormentade. Vençon, Glesie Furlane, 1995.
- A San Jacum, là che al finis il mont. Vençon, Glesie Furlane, 1996.
- Lis peraulis tasudis. Vençon, Glesie Furlane, c.i.p. Vençon 1996.
- Par une glesie incjarnade. S.l., La Patrie dal Friûl, 1996.
- Pre Checo Placerean: notes par une biografie. Udin, Agraf, 1997.
- Cirint lis olmis di Diu, 2. Vençon, Glesie Furlane, 1997.
- Cirint lis olmis di Diu, 3. Vençon, Glesie Furlane, 1997.
- La fabriche dai predis. Vençon, Glesie Furlane, 1999.
- Rogazions. Glesie Furlane, c.i.p. Vençon 2000.
- I furlans e il templi. Vençon, Glesie Furlane, 2000.
- Trilogjie, premi S. Simon 1999. Udin, Ribis, 2000.
- Une scuele pai furlans. Vençon, Glesie Furlane, 2001.
- Il timp des domandis. Vençon, Glesie Furlane, 2001.
- Qoelet furlan. Ziracco, Glesie Furlane, 2001.
- Eutanasie di un Patriarcjât * Pier Antonio Bellina. Zerà, Glesie Furlane, 2001.
- Un timp di passion pe nestre glesie. Vençon, Glesie Furlane, 2002.
- Cirint lis olmis di Diu, 4. Zerà, Glesie Furlane, 2003.
- De profundis. Rodean dal Alt, Glesie Furlane, 2004.
- Un cîl cence stelis. Rodean dal Alt, Glesie Furlane, 2004.
- ...et incarnatus est. Rodean dal Alt, Glesie Furlane, 2005.
- La Fatica di esser Prete" (la fadie di jessi predi), traducció de l'italià de les seves entrevistes amb Marino Plazzotta, 2007

## Traduccions
- Lis flabis di Fedro. Davâr, Cjargnei cence dius, 1974.
- Lis baronadis di Pinochio. Udin, Ribis, 1978.
- Lis flabis di Esopo. Udin, Ribis, 1978.
- Lis flabis di La Fontaine. Udin, Ribis, 1978.
- La Bibie. VIII voll., Udin, Ribis, 1984-1993.
- Gnûf Testament. Udin, Glesie Furlane, 1993.
- La Bibie. Udin, Ed. Pio Paschini, 1997.